# إزرائيل ناش
إزرائيل نـاش (بالإنجليزية: Israel Nash) هو مغني ومغن مؤلف أمريكي، ولد في 5 يناير 1981 في ميزوري في الولايات المتحدة.

## وصلات خارجية
- الموقع الرسمي
- إزرائيل نـاش على موقع ميوزك برينز (الإنجليزية)
- إزرائيل نـاش على موقع أول ميوزيك (الإنجليزية)
- إزرائيل نـاش على موقع ديسكوغز (الإنجليزية)